# Johanneskirche (Niederseelbach)

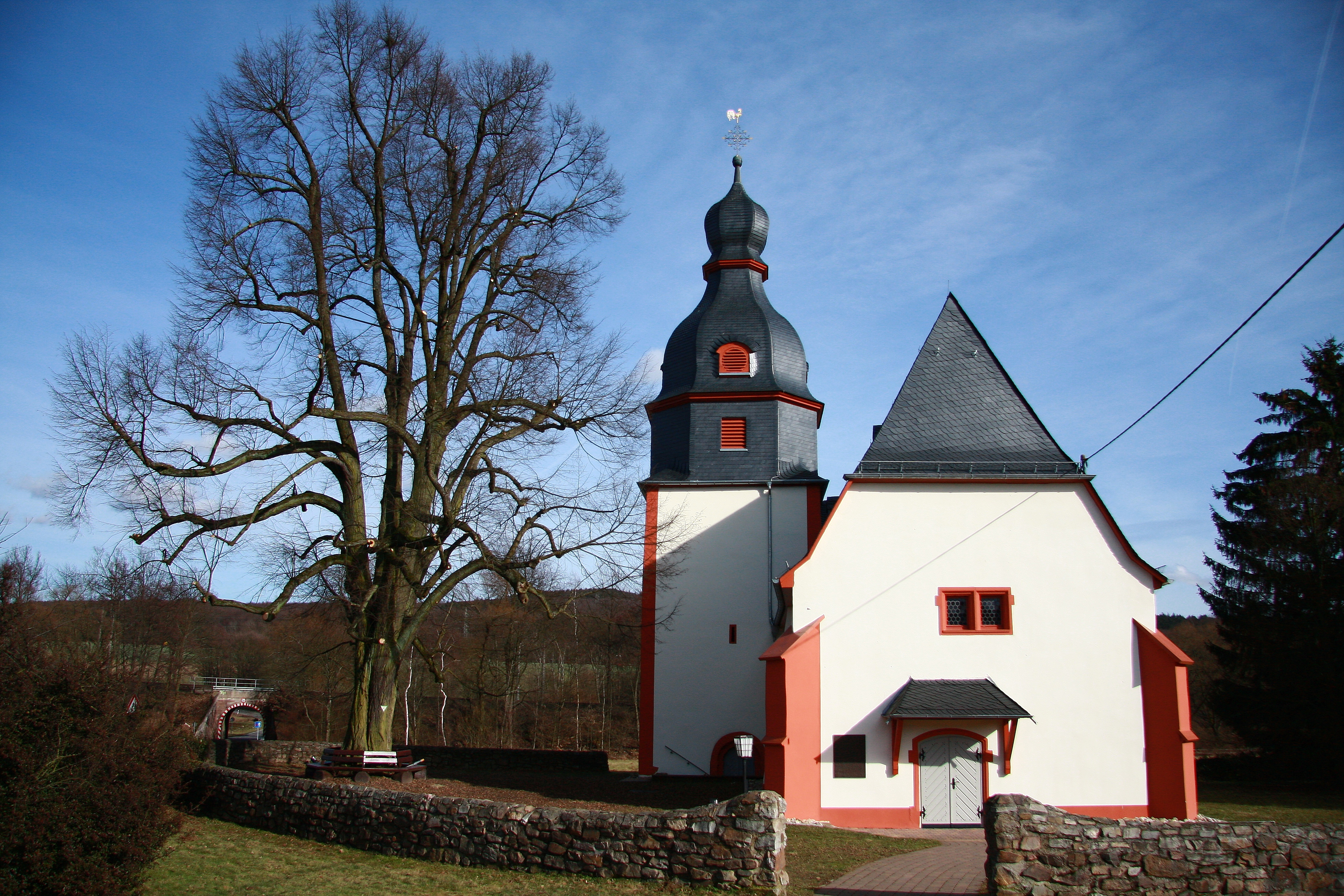
Johanneskirche in Niederseelbach

Die Evangelische Johanneskirche ist ein denkmalgeschütztes Kirchengebäude im Ortsteil Niederseelbach der Gemeinde Niedernhausen im Rheingau-Taunus-Kreis in Hessen. Die Kirchengemeinde gehört zum Dekanat Rheingau-Taunus in der Propstei Rhein-Main der Evangelischen Kirche in Hessen und Nassau.

## Beschreibung
Die im Kern gotische Saalkirche wurde um 1500 erbaut. Im Osten des Kirchenschiffs, das an den Ecken von Strebepfeilern gestützt wird, befindet sich der spätgotische, eingezogene, dreiseitig abgeschlossene Chor. Im Nordosten, neben dem Kirchenschiff, steht der spätromanische quadratische Kirchturm. Sein Helm besteht nach einem Entwurf von Johann Jakob Bager aus einem achteckigen, schiefergedeckten Aufsatz, auf dem eine geschwungene Haube mit Laterne sitzt. 
Im Kirchenschiff wurden um 1700 Emporen eingebaut. Zur Kirchenausstattung gehört eine Kanzel, deren Schalldeckel mit einer Heiliggeisttaube bekrönt ist. Im Chor steht eine Orgel mit zehn Registern, einem Manual und einem Pedal, die 1871 von Gustav Raßmann gebaut wurde.